# 何美智
何美智，香港公務員，現任香港駐紐約經濟貿易辦事處處長。她在2005年從香港中文大學新亞書院畢業後曾從事機構傳訊工作，至2007年9月加入香港政府政務職系，曾任職於大埔民政事務處、政府總部多個決策局和行政長官辦公室。她在2023年8月21日起獲港府委任為香港駐紐約經濟貿易辦事處處長。

## 早年生活
何美智早年入讀香港中文大學新亞書院，修讀政治與行政學系，並於2005年畢業。在未及確認畢業時，何已透過国际经济学商学学生会的交流計劃在最終考試後立即前往羅馬尼亞首都布加勒斯特，於身心障礙組織羅馬尼亞積極基金會實習，並參與籌備羅馬尼亞國內的殘疾人奧林匹克運動會。她在實習後返港從事機構傳訊工作。

## 公務員生涯

### 早年工作
何美智在2007年9月獲香港政府聘任為政務主任，隨即獲派至大埔民政事務處出任助理民政事務專員，並立即參與2012年香港政治制度改革的地區宣傳工作。她在任內多次代表港府向各組織的區內工作表達支持，包括施醫贈藥的蓬瀛仙館、公用服務商煤氣公司等，而她亦曾署任民政事務專員。她在2009年返回政府總部，獲派於勞工及福利局擔任助理秘書長，負責保障婦女權利的工作，更曾以中华人民共和国代表身份出席聯合國婦女地位委員會，至2011年卸任。
在2011年，何美智調職至保安局續擔任助理秘書長，獲安排處理香港出入境事務和生命紀錄的政策，亦有為配合其他部門作統籌工作。在任內，港府亦曾於2011年保送她至美国的喬治·華盛頓大學進修，完成全球城市國際事務課程。她在2015年獲委任為行政長官梁振英及林鄭月娥的助理私人秘書，專責香港對外事務，在行政長官辦公室工作至2019年離任。

### 首長級丙級政務官

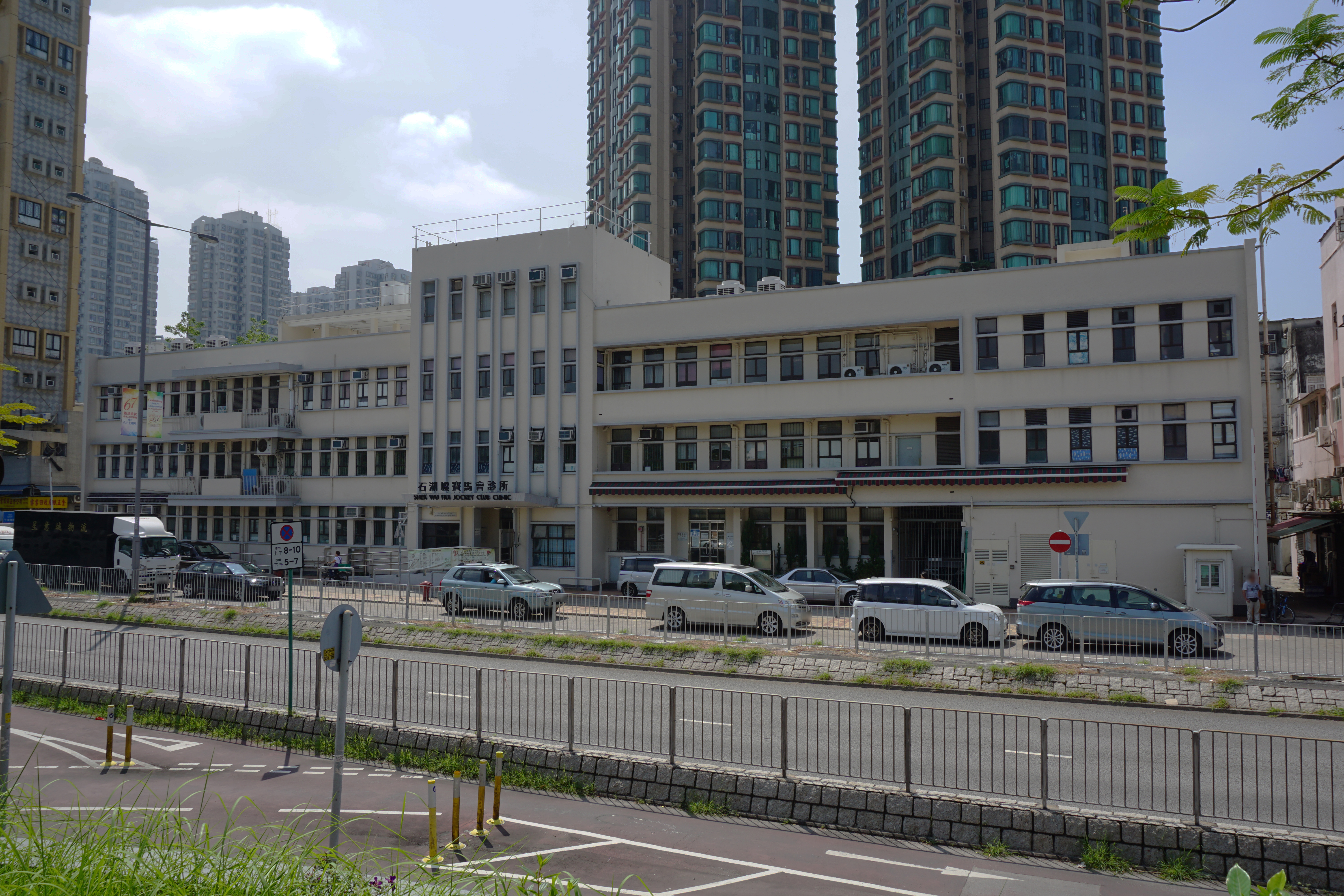
何美智曾負責建設公立診所的工作

何美智在2019年2月加入食物及衞生局升任首席助理秘書長，統籌包括初級照護、控煙和器官捐贈及移植等公共卫生政策。由於職務範圍寬廣，她曾多次就公立診所的建設回應香港立法會提問，而就地區醫療中心更多次出席各區區議會會議作解說。另外，她亦曾處理增收烟草税及檢討長者醫療券等措施。
在2019冠狀病毒病香港疫情期間，何美智曾負責制定《預防及控制疾病（禁止羣組聚集）規例》以管制商業活動及群組聚集，而她亦因此在2022年7月27日於香港2022年度授勳及嘉獎名單上獲港府授予行政長官公共服務獎狀。及後，因應2022年12月首宗由中國大陸跨境至香港的器官移植安排，她因而表明會加快確立與中国内地分享遺體器官的恆常機制。她在任內晉升為首長級丙級政務官，及後在2023年8月離港駐外。

#### 派駐紐約
港府在2023年8月21日安排何美智接替聶繼恩出任香港駐紐約經濟貿易辦事處處長。儘管面對香港與美國關係日漸走下坡，何在美國仍不斷強調香港仍然是首屈一指的國際金融中心，鼓勵美國公司投資香港。在2024年初，她更認為港美貿易關係強大而穩健，兩地將重新緊密聯繫合作。另外，她亦在紐約舉行女性行政人員主題活動，以宣傳港府積極推動婦女發展。
美国众议院在2024年9月通過《香港經濟貿易辦事處認證法案》並交由美国参议院續審，隨後美国财政部於10月禁止企業在中國大陸及香港投資半導體、微電子及人工智能等項目，使得她公開批評美國以政治理由威脅自由貿易和阻礙科研進程，而她亦指出許多投資香港的美國財團也不希望經貿辦遭到迫使撤出美國。她進一步表明，不論法案是否通過，經貿辦在2024年早已制定直至2026年的工作計劃，並將如常與美國商界合作，宣傳香港。

## 榮譽

### 嘉獎
- 行政長官公共服務獎狀（香港2022年度授勳及嘉獎名單；2022年7月27日）[18]

## 外部連結
- 何美智的個人官方領英頁面

| 政府职务      | 政府职务                                       | 政府职务 |
| ------------- | ---------------------------------------------- | -------- |
| 前任： 聶繼恩 | 香港駐紐約經濟貿易辦事處處長 2023年8月21日至今 | 現任     |